# Josef Wehrle (Bildhauer)
Josef Wehrle (* 1943 in Memmingen) ist ein deutscher Holzbildhauer.

## Leben
Josef Wehrle, Sohn eines Landwirts aus Unteropfingen, absolvierte von 1957 bis 1962 eine Lehre als Landwirt, bevor er sich an einer staatlichen Berufsfachschule zum Holzbildhauer ausbilden ließ. Seit 1976 ist er als freischaffender Künstler tätig. Nebenbei hatte er den elterlichen Bauernhof in Unteropfingen übernommen und führte diesen bis 2000. Seit dieser Zeit widmet sich Josef Wehrle ausschließlich seiner Kunst. 2023 wurde er mit dem Füssener Preis für aktuelle Kunst ausgezeichnet.

## Ausstellungen und öffentliche Ankäufe

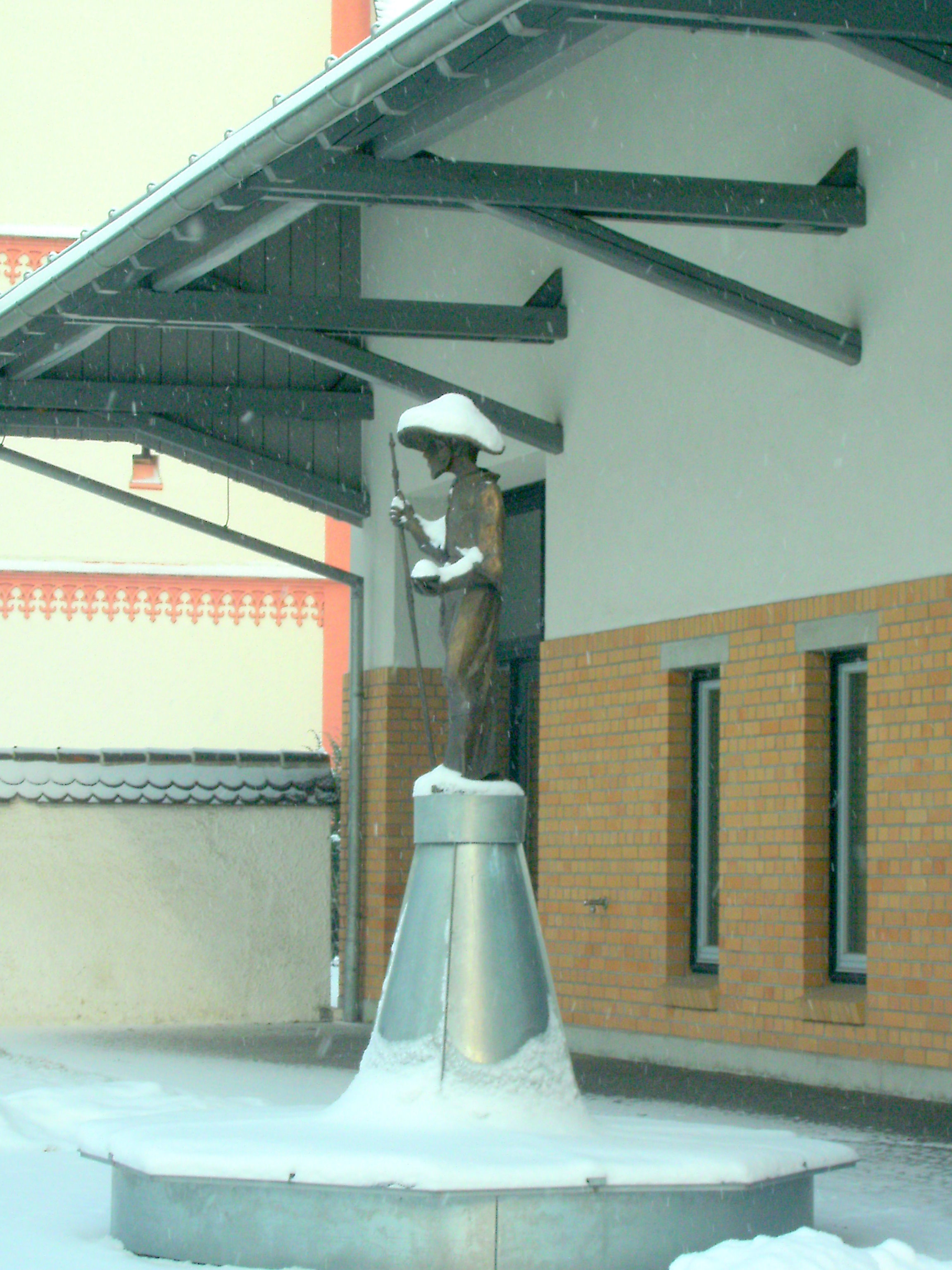
St. Willeboldbrunnen Berkheim

### Sammelausstellungen
- 1983, 1985 Große Kunstausstellung München
- Seit 1984 Jahresausstellungen in Kempten
- Marktoberdorf 1988, 1990, 1992, 1994, 1999, 2000, 2002, 2004, 2005
- Große Schwäbische Kunstausstellung Augsburg
- 1995 Bildhauersymposium
- 1999 Mitgliederausstellung Kunstverein Kempten
- 2002 Teilnahme am Bildhauersymposium Schloss Neuenbürg „Grenzüberschreitungen“
- 2003 Teilnahme Bildhauersymposium „Berührungen“ Mühlacker

### Einzelausstellungen
- 1995 Rathaus Biberach a. d. Riss
- 1996 Kunstverein Gauting
- 1997, 1999, 2001, 2003 München Galerie Klaus Lea
- Seit 1997 Schloss Mochental Galerie Schrade

### Öffentliche Ankäufe
Von der Lehrerfortbildungsstätte Dillingen wurde das Werk Klage gekauft. Ebenso wurde von Josef Wehrle der Dorfbrunnen in Berkheim gestaltet (Willebold). Das Rathaus Dettingen ziert das Stück Zeugen. 2010 erstellte er einen Dorfbrunnen für Oberopfingen.

## Werke
- Brunnenobjekt Willebold von Berkheim vor dem Pfarrstadel St. Willebold in Berkheim.  (2001)
- Statue Michael von Jung vor dem Rathaus in Kirchdorf an der Iller. (2006)
- Brunnen Oberopfingen mit Szenen aus der Dorfgeschichte. (2006)
- Relief Mantelteilung des Heiligen Martin am katholischen Gemeindehaus in Erolzheim. (2013)

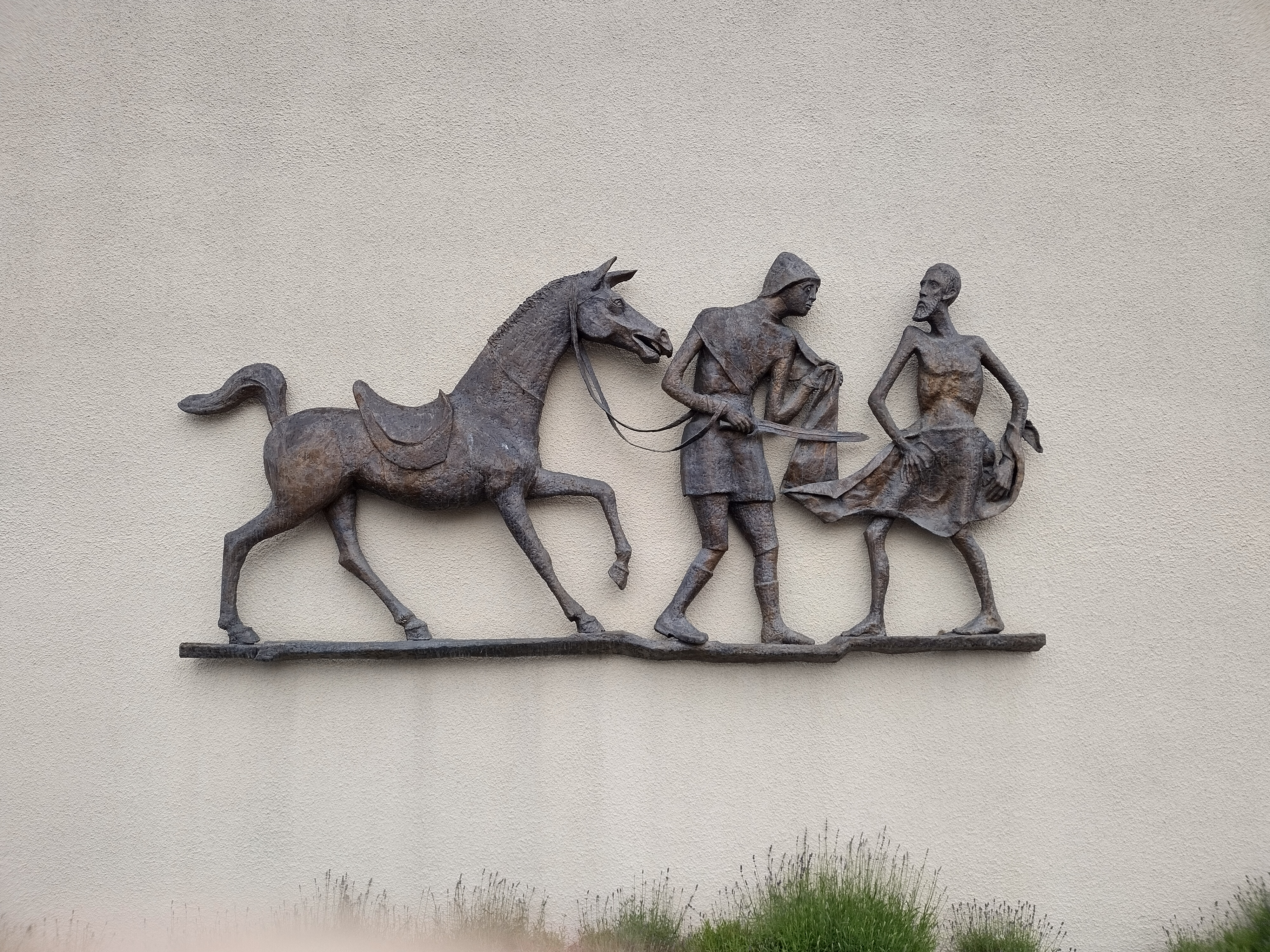
Relief am katholischen Gemeindehaus Erolzheim

- Säule Unterdettingen mit Szenen aus dem Leben des Heiligen Vitus (2013)